# Shellový účet

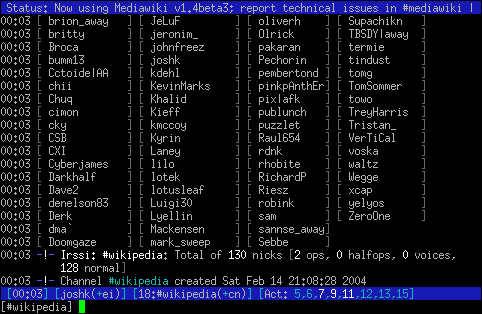
irssi IRC klient běžící na shell serveru

Shellový účet (anglicky shell account) je uživatelský účet na vzdáleném serveru, tradičně běžícím na unixovém operačním systému, který umožňuje přístup k shellu prostřednictvím protokolu příkazového řádku, například telnetu nebo SSH.
Shellové účty byly zprvu volně zpřístupněny uživatelům internetu internetovými poskytovateli (například Netcom, Panix, The World a Digex). V ojedinělých případech měli jednotlivci přístup k shellovým účtům přes své zaměstnavatele či univerzity. Byly využívány pro ukládání dat, webhosting, e-mailové účty, přístupu k diskuzním skupinám a vývoji softwaru.

## Poskytovatelé
Shellové účty jsou často poskytovány za nízké ceny, případně zdarma. Obvykle poskytují uživatelům přístup k různému softwaru a službám včetně kompilátorů, IRC klientů, procesů na pozadí, FTP, textových editorů (např. nano) a e-mailové klienty (např. pine). Někteří poskytovatelé shellu mohou rovněž povolit tunelovaní k vyhnutí se firemním firewallům.